# Tlahualilo de Zaragoza
Tlahualillo de Zaragoza – miasto w Meksyku, w północno-wschodniej części stanu Durango. W 2008 liczyło 8 568 mieszkańców. Miasto jest także siedzibą gminy, która w 2005 roku liczyła 19 882 mieszkańców. Jest częścią obszaru metropolitarnego Comarca Lagunera.